# 大同东站
大同东站位于中华人民共和国山西省大同市平城区水泊寺乡西坟村，原名三涧站，建于1911年，是京包铁路大张段和大准铁路的一个车站。离北京站377公里，离包头站455公里。距上行车站周士庄站11公里，距下行车站大同站5公里。该站由中国铁路太原局集团大同车站管辖。办理客运业务（旅客乘降）和货运业务（只办理整车），为四等车站，本站及相邻上下行区间均为电气化区段。